# Jaguar (суперкомпьютер)
«Jaguar» — суперкомпьютер класса массово-параллельных систем. Размещён в Национальном центре вычислительных наук в Оук-Ридже, штат Теннеси (National Center for Computational Sciences, NCCS, Национальная лаборатория Оук-Ридж).
Использовался для расчётов в рамках несекретных научных проектов. Применялся в широком спектре критических по времени выполнения приложений национального значения в таких областях как энергообеспечение, моделирование климата, сверхпроводящих материалов, биоэнергетика, химия, ядерная физика, астрофизика.
В основе суперкомпьютера лежали (на май 2011 года): 37 376 шестиядерных процессоров AMD Opteron и 362 терабайта оперативной памяти, 10 петабайт для хранения данных.
C ноября 2009 по октябрь 2010 возглавлял Top500 самых мощных суперкомпьютеров в мире.

## История
В 2004 году Национальный центр вычислительных наук (NCCS) при Окриджской национальной лаборатории (ORNL) Министерства энергетики США совместно с Cray Inc., Аргоннской национальной лабораторией, Тихоокеанской северо-западной национальной лабораторией и другими предложил новый национальный объект.
Выиграв конкурс, новое Oak Ridge Leadership Computing Facility (OLCF) поставило ряд всё более мощных компьютерных систем для научных целей на основе линейке продуктов X1 и XT фирмы Cray.
Серия машин началась в 2004 году с Cray X1 с производительностью 6,4 терафлопс, который в 2005 году был обновлён до X1e с производительностью 18,5 терафлопс.
В том же 2005 году был запущен 26 терафлоповый одноядерный Cray XT3, обновлённый в 2006 году до двухъядерной системы с производительностью 54 терафлопс.
В 2007 году к нему было добавлено 65 XT4 TF, что позволило, совместив его с имеющимся XT3, достигнуть производительности 119 терафлопс.
В 2008 году в системе были установлены четырёхъядерные процессоры, её производительность составила 263 терафлопс с 62 терабайт оперативной памяти.
Таким образом, с февраля 2005 по апрель 2008 года произошло десятикратное увеличение вычислительной мощности «Jaguar» и памяти. Такая система была создана для разработки и выполнения самых ресурсоёмких научных приложений.
В сентябре 2008 году система обновлена до 1639 терафлопс с 362 терабайтами памяти и свыше 10000 терабайт дискового пространства.
В период с июля по ноябрь 2009 года происходил апгрейд ячеек раздела XT5: процессоры AMD Opteron заменяются с 4-ядерных на 6-ядерные. Апгрейд планировалось произвести в пять этапов, каждый раз отсоединяя и модернизируя часть ячеек.
В рейтинге суперкомпьютеров TOP500, опубликованном в ноябре 2009 года, Cray XT5 (Jaguar) стал самой производительной в мире компьютерной системой, опередив IBM Roadrunner из Лос-Аламосской национальной лаборатории в Нью-Мексико.
Cray XT4 Jaguar был списан 8 марта 2011 года.
В рейтинге TOP500, опубликованном в июне 2012 года, Cray XT5 (Jaguar) занимал 6-е место среди самых производительных в мире компьютерных систем.
В рейтинге за ноябрь 2012 года Jaguar отсутствовал, так как он был преобразован в суперкомпьютер Titan.

## Архитектура и устройство
Суперкомпьютер имеет массово-параллельную архитектуру, то есть состоит из множества автономных ячеек (англ. nodes). Все ячейки делятся на два раздела (англ. partitions): XT5 и XT4 моделей Cray XT5 и XT4, соответственно..
Раздел XT5 содержит 18 688 вычислительных ячеек, а также вспомогательные ячейки для входа пользователей и обслуживания. Каждая вычислительная ячейка содержит 2 четырёхъядерных процессора AMD Opteron 2356 (Barcelona) с внутренней частотой 2,3 ГГц, 16 ГБ памяти DDR2-800, и роутер SeaStar 2+. Всего раздел содержит 149 504 вычислительных ядер, более 300 ТБ памяти, более 6 ПБ дискового пространства и пиковую производительность 1,38 петафлопс.
Раздел XT4 содержит 7832 вычислительных ячеек плюс вспомогательные ячейки для входа пользователей и обслуживания. Ячейка содержит 4-ядерный процессор AMD Opteron 1354 (Budapest) с внутренней частотой 2,1 ГГц, 8 ГБ памяти DDR2-800 (в некоторых ячейках — DDR2-667) и маршрутизатор SeaStar2. Всего раздел содержит 31 328 вычислительных ядер, более 62 ТБ памяти, более 600 ТБ дискового пространства и пиковую производительность 263 терафлопс.
Роутер SeaStar2+ имеет пиковую пропускную способность 57,6 ГБ/с, роутер SeaStar2 — 45,6 ГБ/с. Роутеры соединены в топологию «трёхмерный тор».
Управляющая сетевая операционная система для «Jaguar» — Cray Linux Environment. Она состоит из полноценных версий Linux в управляющих ячейках и специализированной версии Linux под названием Compute Node Linux в вычислительных. Модификации были разработаны с целью минимизирования накладных расходов на служебные функции ОС и на взаимодействие между ячейками.

## От «Jaguar»-а к «Titan»-у
Осенью 2012 года начался последний этап модернизации «Jaguar»-а до более мощного суперкомпьютера, которому дано новое название «Titan». «Titan» будет в 10 раз мощнее своего предшественника — суперкомпьютера «Jaguar». После модернизации пиковая вычислительная мощность «Titan» составит более 20 петафлопс, то есть 20 тысяч триллионов (20 квадриллионов) операций с плавающей точкой в секунду. Размер общей системной памяти достигнет 710 терабайт. «Titan» имеет гибридную архитектуру — помимо более мощных 16-ядерных процессоров AMD Opteron в каждый из 18 688 узлов суперкомпьютерной системы установлен графический процессор общего назначения NVIDIA Tesla K20 (архитектура Kepler). Таким образом общее число ядер компьютера возрастет до 299 008. Компилятор, специально разработанный для «Titan», будет автоматически распараллеливать исполнение кода между центральным и графическим процессорами.